# 徐登
徐登（?—?），字叔经，闽中（今福建省）人，东汉方士，善于巫术。
传说他本为女子，后转为男子。善为巫术。少年牧牛，在山上遇到异人，获得仙术。赵炳，字公阿，是东阳人，有越方禁咒之术。当时有兵乱，疾疫大规模流行，二人在乌伤溪水（浙江省义乌市一带）之上相遇，于是相约，都用自己的道术、本地药方治病。徐登能禁溪水不流，赵炳能禁枯树，枯树发芽，二人相视而笑，一起施展道术。
徐登年长，赵炳师事徐登。崇尚清俭，祭神只以东流水为酒，削桑皮为肉干，他们施行巫术，疾病都除去了。
后徐登去世，赵炳东入章安县（今浙江省台州市），百姓不知道他。赵炳爬到茅屋顶上，支锅做饭，主人见到后惊慌，赵炳笑而不答。既而饭熟了，茅屋没有损坏。又曾临水求渡河，船家不理他，赵炳张开伞盖坐在其中，长啸呼风渡河，于是百姓彻底信服，跟随他的人很多。章安县县令讨厌他惑乱民众，将他抓起来杀了。人们在永康县为他立祠，蚊子进不去。
《三洞群仙录》、《福建通志·方外》也有记载。后来有徐赵二真君祠。

## 扩展阅读
[在维基数据编辑]
 《後漢書/卷82下》，出自范晔《後漢書》